# Battlefield 2
 (novembre 2012).
Si vous disposez d'ouvrages ou d'articles de référence ou si vous connaissez des sites web de qualité traitant du thème abordé ici, merci de compléter l'article en donnant les références utiles à sa vérifiabilité et en les liant à la section « Notes et références ».
Battlefield 2 est un jeu de tir à la première personne développé par DICE et édité par Electronic Arts le 22 juin 2005 aux États-Unis.
Il utilise un moteur de jeu incorporant un moteur physique. Le jeu est souvent comparé à Desert Combat, un mod de jeu pour Battlefield 1942 plaçant le joueur dans un univers contemporain. Et en effet, lorsque Trauma Studios, qui a développé ce mod, a été racheté par DICE, les développeurs ont travaillé sur BF2.
En 2005, EA a commercialisé la première extension de jeu nommé Forces Spéciales, qui intègre de nouvelles forces comme les Navy SEAL, SAS, Spetsnaz russes et les forces d'élite d'autres pays. Elle ajoute de nouvelles cartes, armes et véhicules.

## Trame
Battlefield 2 a pour cadre les affrontements modernes du XXIe siècle. Dans le jeu original, trois armées se font face : le Corps des Marines des États-Unis, les forces armées de la fictive Coalition Moyen-Orientale et l'Armée populaire de libération  (Chine). Il est à noter qu'étrangement, les États-Unis se retrouvent systématiquement à combattre la CMO ou la Chine, et que ces deux derniers ne s'affrontent jamais.
Selon une interview des créateurs du jeu, avoir une bataille entre les forces armées CMO et les forces armées chinoises, créerait quelques contradictions avec le scénario de Battlefield 2 qui, au passage, n'a pour l'instant jamais été connu.
L'armée de l'Union européenne fut ajoutée ultérieurement.
Les décors sont relativement variés et ont pour cadre les champs pétroliers de Chine, les villes du Moyen-Orient ou encore les îles du golfe Persique. Depuis le booster pack « Armored Fury », le théâtre des combats se déroulent aussi sur le sol américain. Les joueurs ont à leur disposition une multitude de véhicules, dont l'apparence varie selon l'armée qui les utilise : des Jeeps, des chars d'assaut, des hélicoptères, avions, bateaux…

## Système de jeu

### Principe général
Battlefield 2 reprend le gameplay de Battlefield 1942 (BF1942) et Battlefield Viêt Nam (BFV), à savoir un jeu de guerre dans lequel 2 équipes s'affrontent sur un serveur. Pour gagner, une équipe doit réduire le nombre de tickets de l'adversaire à 0, ou s'arranger pour que son équipe ait le plus grand nombre de tickets à la fin du temps imparti.
Pour ce faire, une équipe doit capturer des drapeaux et les maintenir dans son camp le plus longtemps possible. Capturer un drapeau demande du temps pendant lequel un soldat est exposé au feu ennemi (les drapeaux se trouvent généralement en terrain découvert et largement exposés).
L'autre moyen est de tuer des soldats ennemis. Chaque fois qu'un soldat ennemi meurt, son équipe perd un ticket. Attention cependant, un médecin peut ranimer un soldat allié avec son défibrillateur, pendant un temps de 15 secondes par défaut. S'il le fait, l'équipe ne perd pas son ticket. Cependant le joueur ayant abattu le soldat ranimé garde ses points de tuerie.
Chaque équipe est composée de soldats spécialisés, possédant leur propre équipement : armes, grenades, gilet pare-balles, outils spécialisés (mines, défibrillateur et trousse de soins, clé à molette…).
Battlefield 2 est également jouable seul contre des bots. Cette partie du jeu n'est pas très développée et est là essentiellement pour apprendre à jouer (en particulier avec les véhicules aériens) et contrôler un FPS.

### Jeu en équipe
La vraie nouveauté de Battlefield 2 réside dans son système de jeu en équipe qui a été repensé. Ainsi apparaissent les escouades, sortes de sous-équipes menées par un chef d'escouade, pouvant contenir jusqu'à 6 membres. Les escouades possèdent leur propre canal de dialogue, ainsi que leur propre système d'ordre. Au-dessus des escouades se trouve le Commandant qui a la charge des ordres globaux, ainsi que des frappes d'artilleries, des ravitaillements et des drones. Ainsi lorsqu'un commandant donne un ordre à une escouade, le chef d'escouade à la possibilité d'accepter ou de refuser l'ordre par le COMMO ROSE ou vocalement (par un micro présent dans l'édition État Major de Battlefield 2). Dans le cas de l'acceptation de l'ordre, une balise apparaît sur la minicarte. Mais le chef d'escouade conserve la possibilité de donner ses propres ordres à son escouade et sans aide du commandant.
- Chaque joueur possède un menu contextuel, le COMMO ROSE, lui permettant d'envoyer des messages vocaux tels que la demande d'un médecin, le refus ou l'acceptation d'un ordre du Commandant ou de son Chef d'escouade, etc. De plus, il permet de communiquer à l'équipe, via la minicarte, la position d'un ennemi repéré (l'ordinateur se base sur l'unité ennemie à l'intérieur d'une zone autour du réticule de visée. Dans le cas où aucune unité ne se trouve dans ce champ, la minicarte affiche un point d'interrogation à la position définie par le réticule)
- Chaque joueur faisant partie d'une escouade possède un menu d'ordre en plus de celui de son menu contextuel. Grâce à ce menu d'ordre, il peut demander des ordres à son chef d'escouade, et demander une frappe d'artillerie, un ravitaillement, ou une couverture radar.
- Le Commandant possède une interface de commandement unique par laquelle il est capable de déclencher des frappes d'artilleries, des couvertures radar et des ravitaillements, ainsi que diriger des tactiques, de vérifier l'état des troupes et d'espionner les mouvements ennemis à travers une sorte de satellite. Le Commandant étant vulnérable lorsqu'il se trouve dans ce mode tactique car il ne peut bouger, le mode commandant lui prenant tout l'espace visuel dont il doit avoir la nécessité, il se cache généralement dans un recoin de la carte lorsqu'il adresse ses ordres et coordonne les frappes et/ou actions pour les escouades.

### Principe de synergie
Pour favoriser/forcer le jeu en équipe, Battlefield 2 introduit quelques éléments de gameplay synergique.
- Lorsqu'un médecin, un sapeur ou un soldat de support se trouvent dans un véhicule, les soldats et véhicules proches bénéficient automatiquement de réparation, de soin ou de ravitaillement.
- Beaucoup de véhicules sont plus efficaces lorsqu'ils sont occupés par plus d'un soldat. Par exemple les hélicoptères de combat sont équipés de missiles guidés et d'un canon uniquement utilisables par le deuxième joueur.
- Une escouade efficace nécessite toutes les classes de soldats pour fonctionner au mieux de ses possibilités et faire face à toutes sortes de situations, que cela soit une défense de drapeau, une embuscade, une destruction de blindés…

### Points
Une autre innovation de Battlefield 2 par rapport aux anciens titres de la série est la mise en place d'un système de classement des joueurs. Sur les serveurs classées, dits « ranked », les points marqués par le joueur sont enregistrés sur un serveur central.
En gagnant des points, le joueur gagne des décorations et monte en grade. Ceux-ci lui permettant alors de débloquer de nouvelles armes. Le grade du joueur est visible par les autres joueurs et démontre donc rapidement l'expérience de ce dernier. Le joueur le plus gradé est également prioritaire pour occuper le poste de commandant s'il le souhaite.

## Développement ultérieur

### Extension
Indépendamment du jeu lui-même, auquel se sont greffés deux boosters packs, une seule extension a été développée.

### Battlefield 2: Euro Force
Battlefield 2 : Euro Force est une extension du jeu Battlefield 2. C'est le premier des deux boosters packs ; il comprend 3 nouvelles cartes (Great Wall, Taraba Quarry et Operation Smoke Screen), 4 nouveaux véhicules (chars Challenger 2 et Leopard 2, hélicoptère Tigre et avion Eurofighter Typhoon) et 7 nouvelles armes (fusils d'assaut L85A2 et FAMAS, pistolets-mitrailleurs FN P90 et HK MP5, shotgun Benelli M4, sniper L96A1 et mitrailleuse légère HK21), ainsi qu'une nouvelle faction, l'Union européenne, et une nouvelle médaille. Il n'était pas distribué dans le commerce (on pouvait cependant acheter une clé de téléchargement dans le commerce), mais uniquement téléchargeable via le site d'EA Games. Il est sorti le 14 mars 2006, avec près d'un mois de retard sur la date annoncée.
Il est désormais gratuit et inclus dans la mise à jour 1.5 de Battlefield 2.

### Battlefield 2: Forces blindées
Battlefield 2 : Forces blindées est une extension du jeu Battlefield 2. C'est le second des deux boosters packs; il est sorti en mai 2006 et est centré sur les conflits mécanisés sur le sol américain avec trois nouvelles cartes (Midnight Sun, Operation Harvest et Operation Road Rage) et deux nouvelles classes de véhicules (avion d'attaque au sol et hélicoptère de reconnaissance), ajoutant 6 véhicules (avion A-10 et hélicoptère MH-6 pour les États-Unis, avion Q-5 et hélicoptère WZ-11 pour la Chine et avion Su-25 et hélicoptère EC635 pour la Coalition Moyen-Orientale).
Il est désormais gratuit et inclus dans la mise à jour 1.5 de Battlefield 2.

## Fin de support du jeu
Début 2014, EA Games et GameSpy ferment les serveurs BF2,, victimes de l'avancée technologique de Battlefield 4, et le jeu n'est possible que par le biais de Battlefield Play4Free ou sites internet dont les serveurs sont dédiés aux jeux en ligne (2F4Y, Orign, etc.).[réf. nécessaire]
En 2015, le jeu est cependant toujours fréquenté, tant avec des mods (Project Reality et Forgotten Hope) qu'en jeu solo. Des communautés comme Battlelog.co ou encore BF2Hub œuvrent pour permettre un accès facilité au jeu (mises à jour, launcher, récupération de compte, serveur en ligne) afin de l'empêcher de « mourir ».
À l'heure actuelle, les serveurs de BF2Hub recensent de nombreux joueurs en simultanés quotidiennement dont le plus connu "Strike At Karkand" rassemble à lui tout seul près d'une cinquantaine de joueurs (sur une limite de 64 joueurs par serveur) en moyenne tous les jours.